# Дятел-куцохвіст червоночубий
Дя́тел-куцохві́ст червоночубий (Hemicircus concretus) — вид дятлоподібних птахів родини дятлових (Picidae). Мешкає в Південно-Східній Азії.

## Опис

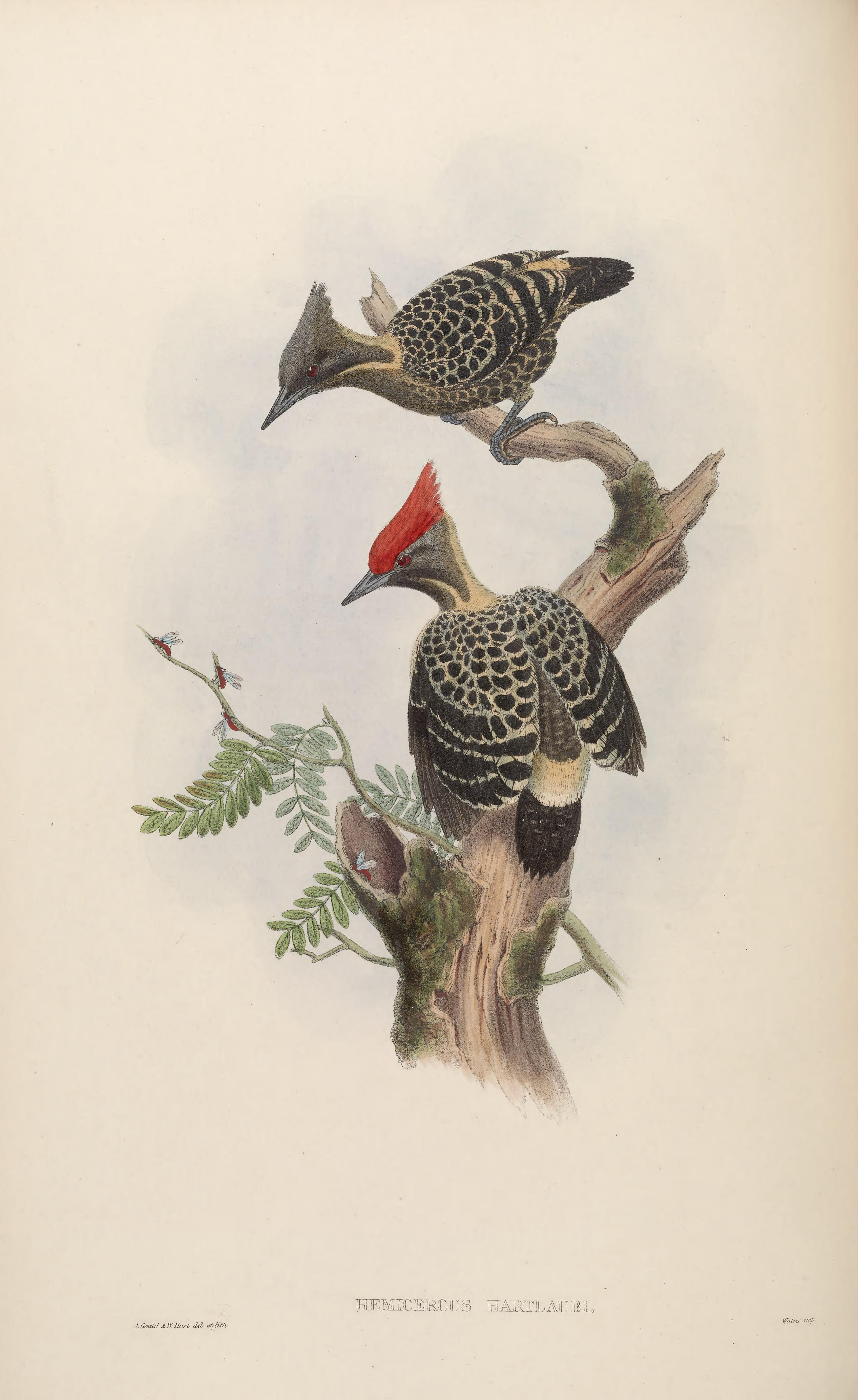
Пара червоночубих дятлів-куцохвостів

Довжина птаха становить 13-14 см, вага 27-32 г. Верхня частина тіла і крила чорнувата, пера на ній мають широкі білі або охристі краї, надхвістя білувато-охристе через виділення залози. Нижня частина тіла темно-сіра, живіт має оливковий або коричнюватий відтінок. Боки і гузка поцятковані чорними і білувато-охристими смугами. Голова темно-сіра, від щок до спини ідуть тонкі білі смуги. У самців лоб і великий чуб на тімені червоні, потилиця білувата, у самиць голова повністю сіра. Дзьоб довгий, тонкий, сірий з чорним кінчиком. Очі карі, лапи сірі або коричневі.

## Підвиди
Виділяють два підвиди:
- H. c. sordidus (Eyton, 1845) — Малайський півострів, Суматра, північні Ментавайські острови, Банка, Калімантан;
- H. c. concretus (Temminck, 1821) — західна і центральна Ява.

Деякі дослідники виділяють підвид H. c. sordidus у окремий вид Hemicircus sordidus.

## Поширення і екологія
Червоночубі дятли-куцохвости мешкають в М'янмі, Таїланді, Малайзії, Індонезії і Брунеї. Вони живуть у вологих рівнинних тропічних лісах, на узліссях і галявинах, в бамбукових заростях, на плантаціях і в садах. Зустрічаються поодинці, парами або групами до 10 птахів, на Малайському півострові зустрічаються на висоті до 1000 м над рівнем моря, на Калімантані на висоті до 1500 м над рівнем моря. Іноді приєднуються до змішаних зграй птахів. Живляться безхребетними, яких переважно збирають з рослинності, а також плодами, зокрема омелою. Птахи ночують в дуплах. які вони роблять в мертвій деревині. Сезон розмноження в Малайзії триває з квітня по липень, на Яві з травня по червень.